# Akutanz
Unter Akutanz versteht man in der Fotografie die Konturschärfe. Ein Bild wird zumeist als umso schärfer wahrgenommen, je ausgeprägter die Farb- oder Helligkeitsübergänge dargestellt werden. Insbesondere in der Schwarzweiß-Fotografie wird eine hohe Akutanz angestrebt.
In der Digitalfotografie werden Aufnahmen vielfach auch schon vor der Abspeicherung nachgeschärft, was nicht immer zu positiven Ergebnissen führt. Bei überscharfen Pixel-Bildern treten auch die Artefakte – generell: die Bildstörungen – übermäßig hervor.

## Einzelnachweis
1. ↑  David Präkel: The Visual Dictionary of Photography. AVA Publishing, 2010, ISBN 978-2-940411-04-7 (google.de [abgerufen am 21. Mai 2024]).